# Regeringsformatie België 1987-1988

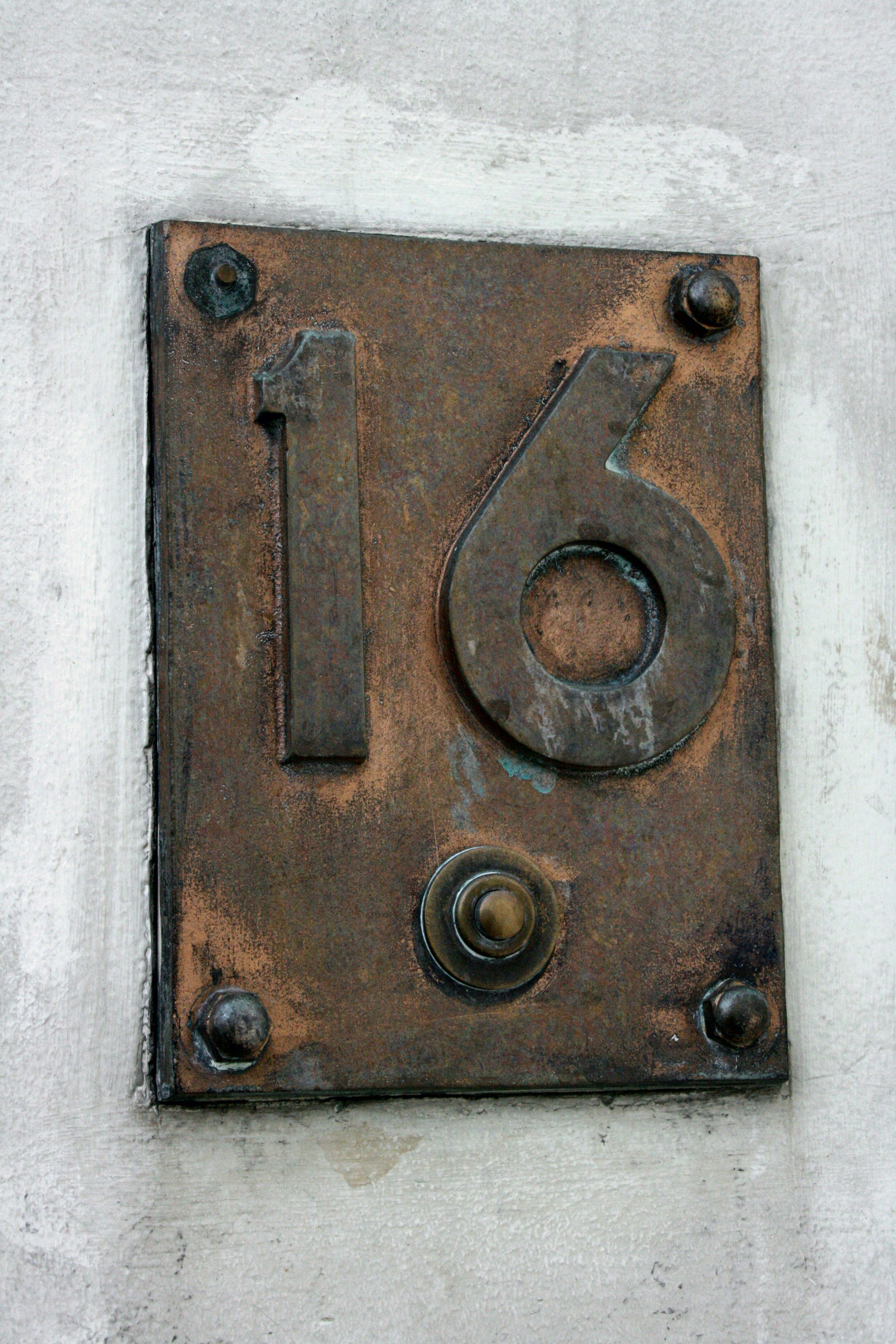
Wetstraat 16.

Na de verkiezingen voor het federale parlement in België op 13 december 1987 ging de formatie van een nieuwe federale regering van start. De formatie, die op 9 mei 1988 resulteerde in de regering-Martens VIII (CVP, PSC, SP, PS en VU), duurde 148 dagen en was daarmee de langstdurende Belgische formatie tot dan toe. Het record werd pas in 2007 verbroken, toen het 194 dagen duurde om de regering-Verhofstadt III op de been te brengen.

## Aanloop naar de verkiezingen van 1987
Op 19 oktober 1987 aanvaardde koning Boudewijn het ontslag van de regering-Martens VI, dat premier Wilfried Martens vier dagen eerder had aangeboden. Martens had geen oplossing gevonden voor de spanningen die binnen de regering ontstaan waren over de taalstrijd in de Voerstreek, waarbij CVP en PSC elkaar de schuld gaven voor de crisis. De Voerkwestie was echter niet de enige reden voor de regeringscrisis in oktober 1987: zo was er binnen de PSC ongenoegen over het optreden van minister van Begroting Guy Verhofstadt, die een strenge neoliberale koers voorstond, en waren er spanningen tussen de Franstalige regeringspartijen PSC en PRL.
Dezelfde dag kreeg premier Martens van de koning de opdracht om een overgangsregering te vormen, de regering-Martens VII, die dezelfde samenstelling had als de vorige regering en een beperkt programma kreeg, met name het opstellen van de begroting van 1988 en van een verklaring tot herziening van de grondwet. Op 21 oktober 1987 trad deze regering in functie, op 13 december 1987 vonden er nieuwe verkiezingen plaats. 

## Resultaten van de verkiezingen en aanloop naar de formatie
In Vlaanderen bleef de CVP de grootste partij, maar de partij ging enkele procenten achteruit, terwijl PS met 43 procent van de stemmen overtuigend de grootste partij van Wallonië werd. Regeringspartijen PVV en PSC behaalden een iets betere score dan bij de vorige verkiezingen in 1985, terwijl PRL, de grootste partij in Brussel, licht verloor. SP, de Nederlandstalige zusterpartij van PS, won ook licht en de socialisten werden de grootste politieke familie, wat sinds 1936 niet meer was gebeurd.
Na de verkiezingen besloot CVP al snel om haar samenwerking met de PVV in de Vlaamse Executieve voort te zetten, terwijl PS haar succes in Wallonië aanwendde om een plek in alle regeringen op te eisen. De liberale partijen PVV en PRL waren een samenwerking met de socialisten niet genegen. PSC, de Franstalige zusterpartij van CVP, zocht dan weer toenadering tot de PS, terwijl de SP de voortzetting van de coalitie van CVP en PVV in de Vlaamse Executieve hekelde.

## Verloop van de formatie

### Informateur Guy Spitaels (18 december 1987 - 4 januari 1988)
Op 18 december 1987 benoemde koning Boudewijn Guy Spitaels, de voorzitter van de PS, tot informateur, omdat deze partij er bij de verkiezingen het meest op was vooruitgegaan. De informatieronde van Spitaels verliep in twee fases, elk gevolgd door een rapport aan de koning. Eerst ontmoette de PS-voorzitter de verschillende partijvoorzitters, daarna gevolgd door een consultatieronde met vertegenwoordigers uit economische en sociale kringen. Op 4 januari 1988 diende Spitaels zijn eindverslag in bij de koning.
In het begin van de opdracht van Spitaels was er sprake van vier opties om een regering te vormen: een coalitie van socialisten en christendemocraten, een meerderheid van liberalen en socialisten, de voortzetting van de regering met christendemocraten en liberalen en een tripartite van socialisten, christendemocraten en liberalen. De CVP was een tripartite genegen, omdat dergelijke coalitie een herziening van de Grondwet mogelijk maakte, uittredend premier Wilfried Martens graag eerste minister wilde blijven en hij niet alleen met de socialisten wilde besturen. PS verzette zich dan weer tegen deze optie en wilde een regering van socialisten en christendemocraten. Ook SP was tegenstander van een tripartite en wilde bovendien enkel in de federale regering stappen als de partij ook in de Vlaamse Executieve werd toegelaten. PVV was een voorstander van de voortzetting van de uittredende regering, terwijl PRL gewonnen leek te zijn voor een tripartite, op voorwaarde dat het programma van de partij werd gerespecteerd. PSC was net zoals PS een rooms-rode coalitie genegen.
In zijn eindrapport hield Spitaels twee opties over om een regering te vormen: enerzijds een regering met socialisten en christendemocraten, die volgens de PS-voorzitter de beste weerspiegeling van de kiesuitslag was, en anderzijds een regering met liberalen en christendemocraten, die evenwel over een kleine meerderheid in de Senaat beschikte. De twee andere opties werden door de informateur onmogelijk geacht, ook omdat deze asymmetrisch waren in vergelijking met de deelstaatregeringen, hetgeen politieke instabiliteit kon veroorzaken tussen de verschillende bestuursniveaus. Spitaels' voorkeur ging uit naar een rooms-rode regering, maar de CVP verwierp deze optie en bleef vasthouden aan een tripartite.

### Onderhandelaar Willy Claes (4 januari - 22 januari 1988)

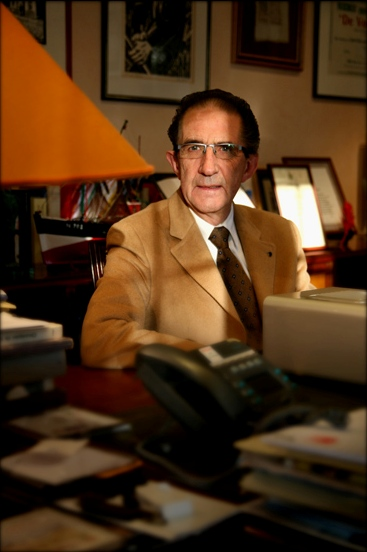
Willy Claes

Op 4 januari 1988 stuurde de koning minister van Staat Willy Claes (SP) het veld in met de titel van onderhandelaar. Zijn opdracht was om enerzijds verslag uit te brengen over de inhoud van een regeringsprogramma dat oplossingen moest bieden voor de communautaire problemen, een staatshervorming moest voorbereiden en de grote lijnen moest bepalen van het beleid op het vlak van de begroting en in de strijd tegen werkloosheid en armoede en anderzijds de mogelijke coalities te onderzoeken die dergelijk programma waarschijnlijk zouden realiseren.
Claes hield net als zijn voorganger Spitaels vast aan een federale regering die symmetrisch was met die van de regio's, die volgens hen goed was voor de stabiliteit van het land. Hij nam contact op met de voorzitters van Kamer en Senaat en met vertegenwoordigers uit sociale en economische kringen. Na zijn consultaties stelde hij volgende zaken vast:
- CVP bleef gewonnen voor een tripartite op federaal niveau en wilde SP niet toelaten tot de Vlaamse Executieve.
- PS en SP bleven voorstander van een rooms-rode coalitie en verwierpen een tripartite.
- PVV had, net zoals CVP, geen probleem met verschillende meerderheden op federaal niveau en in de regio's en wilde de onderhandelingen met CVP over de Vlaamse Executieve voortzetten.
- PRL had geen voorkeur qua coalities en gaf vooral prioriteit aan de uitvoering van haar programma.
- PSC was bereid om samen met PS te onderhandelen over de Executieves van het Waals Gewest en de Franse Gemeenschap.

Op 12 januari stelde Claes in een tussentijds verslag aan de koning dat de verdeeldheid tussen de partijen nog te groot was om tot een coalitie en regeerprogramma te komen, waarna Boudewijn zijn opdracht verlengde. Vanaf 14 januari nodigde de rooms-rode partijen tweemaal uit in een poging om onderhandelingen op te starten. Hierbij zaten voor iedere partijen drie mensen rond de tafel: voor SP waren dat Karel Van Miert, Louis Tobback en Freddy Willockx, voor PSC zaten Gérard Deprez, Philippe Maystadt en Melchior Wathelet rond de tafel, CVP vaardigde Frank Swaelen, Robert Gijs en Luc Van den Brande af en PS stuurde Guy Spitaels, Philippe Moureaux en Guy Coëme. Tijdens deze ontmoetingen bleef vooral de verdeeldheid tussen CVP en PS erg groot. Tijdens de opdracht van Claes leken PS, SP, PSC steeds meer gewonnen te zijn voor een rooms-rode coalitie, terwijl CVP zich daar bleef tegen verzetten.
Op 22 januari diende Claes zijn eindverslag in op het Paleis en werd hij van zijn opdracht ontheven. Omdat zowel de Vlaamse als Waalse socialisten als grootste politieke familie in het parlement op dat moment het initiatief hadden gekregen en Claes en Spitaels in hun opdracht op de onverzettelijkheid van de CVP waren gebotst, kwam de bal nu in het kamp van die laatste partij te liggen.

### Informateur Jean-Luc Dehaene (22 januari - 24 maart 1988)

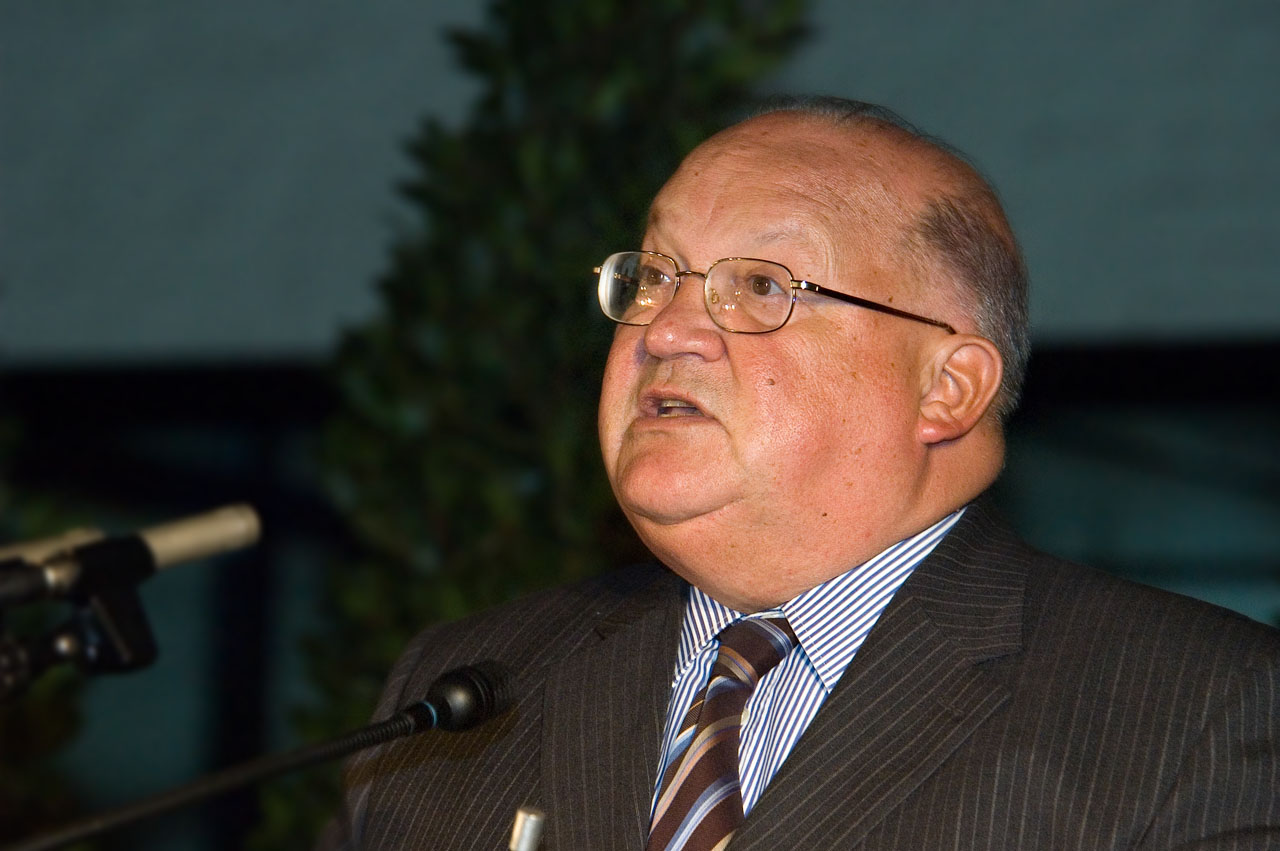
Jean-Luc Dehaene.

Op 22 januari 1988 benoemde koning Boudewijn uittredend minister van Sociale Zaken en Institutionele Hervormingen Jean-Luc Dehaene (CVP), een vertrouweling van premier Wilfried Martens, tot informateur. Dehaene vatte discrete onderhandelingen aan, met als doel om een tripartite, de voorkeurscoalitie van CVP, op de been te brengen. Enkele dagen na aanvang van zijn opdracht bereikten CVP en PVV een akkoord over de Vlaamse Executieve, terwijl PS, PSC en FDF een deal sloten over de Executieves van het Waals Gewest en de Franse Gemeenschap.
Vanaf het begin van zijn opdracht liet Dehaene verstaan dat de politieke crisis zeker tot mei zou duren. Nadat bleek dat een tripartite op federaal niveau onmogelijk zou zijn, richtte Dehaene zijn vizier op een rooms-rode coalitie, aangevuld met de Volksunie. Die zou over een tweederdemeerderheid beschikken, wat noodzakelijk was om een staatshervorming te kunnen doorvoeren. Omdat SP enkel in de federale regering wilde stappen als de partij ook in de Vlaamse Executieve werd toegelaten en CVP en PVV elkaar niet wilden lossen op Vlaams niveau, stelde Dehaene voor om een nieuwe, proportioneel samengestelde Vlaamse Executieve te vormen. Hierbij zouden CVP, PVV, SP en Volksunie in de Executieve terecht komen, waardoor niemand gezichtsverlies zou leiden.  
Op 24 maart 1988 gaf Dehaene zijn opdracht van informateur terug aan de koning. Vervolgens ging Boudewijn over tot een nieuwe consultatieronde en drie dagen later, op 27 maart, werd Dehaene benoemd tot formateur.

### Formateur Jean-Luc Dehaene (27 maart - 6 mei 1988)
Na zijn benoeming tot formateur ging Dehaene van start met een nieuwe onderhandelingsmethode: er werden werkgroepen geïnstalleerd die vertegenwoordigers van de verschillende partijen samenbrachten en er kwam ook een coördinatiecomité of "centrale groep van onderhandelaars", die bestond uit de partijvoorzitters en twee vertegenwoordigers van elke partij. Ook kwamen er aparte groepen van Nederlandstalige en Franstalige onderhandelaars die in verschillende kamers samenkwamen, waartussen Dehaene pendelde, en waren er zowel bilaterale als gezamenlijke gesprekken met de partijvoorzitters.
Als formateur boog Dehaene zich over een regeling voor de faciliteitengemeenten en in april 1988 stelde hij in verband hiermee een zespuntenplan op:
- De voogdij over de faciliteitengemeente, zoals Voeren, overdragen aan de regio's.
- De definitieve bekrachtiging van de taalfaciliteiten.
- De rechtstreekse verkiezing van burgemeesters en schepenen in de faciliteitengemeenten, waarbij de kennis van de twee landstalen onontbeerlijk is.
- Een proportionele samenstelling van het schepencollege in de faciliteitengemeenten.
- De provincie Brabant splitsen in drie delen.
- Bij wetgevende en Europese verkiezingen Franstaligen in Voeren de mogelijkheid geven in het arrondissement Verviers te stemmen, terwijl Nederlandstaligen in Komen-Waasten in het arrondissement Ieper mochten gaan stemmen.

De PS stemde op 21 april in met de voorstel van Dehaene omtrent de faciliteitengemeenten. Jean-Maurice Dehousse, een van de onderhandelaars van de partij, had echter tegengestemd, met de motivatie dat de plannen niet voldeden aan de Waalse eisen en onvoldoende waren. Hierdoor werd Dehousse van de onderhandelingstafel geweerd, ten voordele van André Cools. De koppeling van Voeren aan Komen lokte echter protest uit bij de PSC-afdeling van het arrondissement Moeskroen, die vreesde voor een geleidelijke vervlaamsing van de Waalse enclave. Desondanks weigerde PSC-voorzitter Gérard Deprez opnieuw te onderhandelen over het compromis dat Dehaene had voorgesteld.
Op 26 april verwierp José Happart, de nauw aan de PS verbonden waarnemend burgemeester van Voeren, het voorstel van Dehaene om de kennis van het Nederlands te verplichten voor politieke mandatarissen in Voeren en de Brusselse Rand en kondigde hij aan dat hij zich bij de gemeenteraadsverkiezingen van oktober 1988 niet meer kandidaat zou stellen als burgemeester als de plannen werden goedgekeurd. De volgende dag besloot PS-voorzitter Spitaels de onderhandelingen te verlaten en zich als hoofdonderhandelaar te laten vervangen door Philippe Moureaux, volgens de pers om de dissidenten binnen zijn partij onder druk te zetten. Dezelfde dag ging het Bureau van de PS akkoord met het communautaire ontwerpakkoord van Dehaene, dat behalve de regeling voor de faciliteitengemeenten ook de oprichting van het Brussels Hoofdstedelijk Gewest bevatte. Op 1 mei probeerden de tegenstanders van het ontwerpakkoord, met José Happart, Jean-Maurice Dehousse en Jean-Claude Van Cauwenberghe als boegbeelden, de achterban van de PS te mobiliseren om het akkoord te verwerpen, terwijl Guy Spitaels aankondigde dat hij de volgende dag zou instemmen met het akkoord.
Op 2 mei 1988 kwamen de voorzitters van de vijf onderhandelende partijen bijeen in Kasteel Hertoginnedal om het communautaire ontwerpakkoord te ondertekenen. Ook kwamen ze overeen om het sociale en economische programma van de vorige regeringen voort te zetten. Op 5 mei bogen het partijcongres van PS zich over het regeerakkoord. De partij stemde in met regeringsdeelname, maar bij vier van de veertien federaties binnen de partij stemde de meerderheid tegen het akkoord. Ook de partijcongressen van SP, CVP, PSC en de VU keurden het regeerakkoord goed.

### Formateur Wilfried Martens (6 mei - 9 mei 1988)

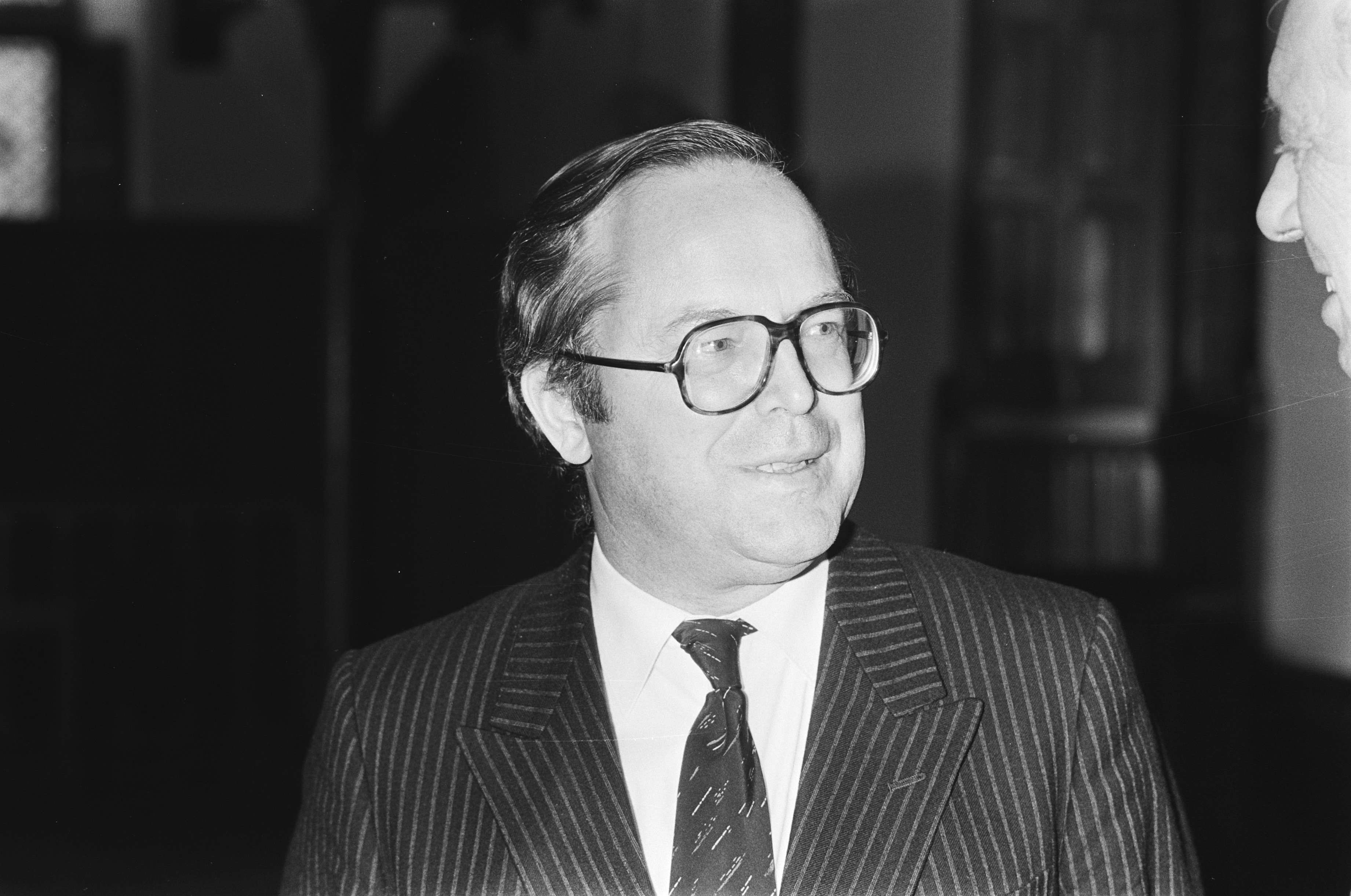
Wilfried Martens.

Op 6 mei, een dag nadat de partijcongressen het regeerakkoord hadden goedgekeurd, werden Jean-Luc Dehaene en Wilfried Martens in audiëntie ontvangen op het Paleis van Laken. Dehaene werd op eigen verzoek ontheven van zijn opdracht als formateur, waarop koning Boudewijn Martens opdroeg om een regering samen te stellen. Martens startte onmiddellijk onderhandelingen op over de verdeling van ministerportefeuilles, waarbij rekening moest worden gehouden met het feit dat in oktober 1988 heel wat federale bevoegdheden naar de regio's zouden worden overgeheveld en er dus herschikkingen vielen te verwachten in de federale regering. Ook de aanstelling van de voorzitters van Kamer en Senaat en de nieuwe Belgische Eurocommissaris kwamen aan bod. In de avond van 8 mei 1988 werd de samenstelling van de nieuwe regering bekendgemaakt, waarna de regering-Martens VIII, bestaande uit 19 ministers en 13 staatssecretarissen, op 9 mei 1988 de eed aflegde bij de koning. Na de regeerverklaring van premier Martens gaf de Kamer op 15 mei haar vertrouwen in de regering, op 19 mei gevolgd door de Senaat.